# Bossus-lès-Rumigny
Bossus-lès-Rumigny település Franciaországban, Ardennes megyében. Lakosainak száma 95 fő (2022. január 1.). Bossus-lès-Rumigny Logny-lès-Aubenton, Antheny, Auge, Hannappes és Rumigny községekkel határos.

## Népesség
A település népessége az elmúlt években az alábbi módon változott:
| Lakosok száma | 144  | 134  | 94   | 88   | 101  | 102  | 103  | 100  | 93   | 95   |
|               | 1968 | 1982 | 1999 | 2006 | 2011 | 2015 | 2017 | 2018 | 2020 | 2022 |